# Méthode Chiva
 (décembre 2018).
Pour les articles homonymes, voir Chiva (homonymie).
La cure CHIVA est l'acronyme de cure « Conservatrice et Hémodynamique de l'Insuffisance Veineuse en Ambulatoire », un traitement de certains troubles circulatoires, notamment des varices, qui conserve les veines intactes, notamment les saphènes qui pourront être vitales  en cas de nécessité de pontage artériel ou coronaire.

## Présentation
L'insuffisance veineuse et ses symptômes (varices, œdèmes, douleurs ou autres) se produisent généralement lorsque la fonction anti-reflux des valvules veineuses est défectueuse. D'autres causes des anomalies circulatoires en sont parfois à l'origine : thrombose, phlébite, séquelles de phlébite, fistule artéro-veineuse, ou certaines malformations.
Divers traitements directs plus ou moins invasifs des symptômes de l'insuffisance veineuse ont été proposés aux patients, avec un protocole thérapeutique s'adressant pour l'essentiel à ses seuls effets.
D'abord pionnier de l'échographie Doppler depuis les années 1970, le Docteur Claude Franceschi a ensuite cherché dans les années 80 à traiter les varices par leurs causes, et sans détruire les veines. Pour y parvenir, il a été conduit à exploiter aussi bien les résultats qu'il avait obtenus par ses travaux, que la prise en compte plus approfondie de l'hémodynamique.
Cette approche plus globale consiste à considérer que les symptômes sont d'abord l'expression d'un désordre circulatoire hémodynamique, induit notamment par l'insuffisance veineuse. C'est le principe du traitement CHIVA, qui consiste à compenser ces désordres circulatoires afin d'en éliminer les symptômes par leurs causes, et cela tout en conservant intactes les veines. Même chez des patients variqueux, ces veines restées en place peuvent en effet être d'un intérêt majeur ultérieurement en cas de besoin vital de pontage des artères des membres ou des coronaires. En particulier, les veines saphènes sont presque toujours utilisables pour ces pontages.

## Origine
En soulevant le pied de la jambe du patient affectée par les varices et en procédant au test de Trendelenburg-Perthes, Claude Franceschi a constaté leur disparition. Comme ces auteurs, il en a déduit que leur origine était due à un désordre hémodynamique qu’il était possible de les corriger sans détruire les veines. 
Par ses travaux, Claude Franceschi a pu expliquer plus précisément les causes et les conséquences des anomalies des valves veineuses inefficaces et des obstructions des veines. Il en a établi des principes conservateurs et hémodynamiques qui ont permis d'améliorer le diagnostic notamment par des procédures Echodoppler spécifiques. Par conséquent, il devenait possible de traiter la maladie en corrigeant les désordres hémodynamiques sans détruire les veines. Celles-ci retrouvent alors un bon fonctionnement physiologique et peuvent éventuellement être prélevées ultérieurement. 
En 1988 Claude Franceschi a publié le livre La cure Conservatrice et Hémodynamique de l'Insuffisance Veineuse en Ambulatoire CHIVA, exposant les principes du traitement.

## Avantages de la cure CHIVA
Son caractère conservateur s'oppose à toutes les méthodes qui consistent à détruire les veines, soit par la chirurgie (éveinages systématiques par stripping, phlébectomie), soit par ponction veineuse (sclérose, scléro-mousse, Laser, radiofréquence, colle, vapeur etc.). Son caractère hémodynamique consiste à améliorer les conditions de circulation, notamment en conservant les veines qui drainent la peau vers le cœur et dont la destruction aboutit souvent au développement variqueux compensatoire d'autres veines jusque là normales (parfois appelées récidives). 

## Principes de l'intervention
La cure CHIVA est basée sur la raison la plus fréquente pour laquelle les veines sont devenues variqueuses. Cette évolution survient principalement lorsqu'elles sont surchargées par des shunts veineux, c'est-à-dire par du sang détourné d'autres veines qui les tendent et les dilatent (un shunt veino-veineux est défini comme un court-circuit entre les veines profondes et superficielles, où le sens du flux est inversé à cause de l'incompétence des valvules). Prenant en compte ce fait, la stratégie de CHIVA consiste à déconnecter et à dériver les shunts, bloquant ainsi le flux de surcharge et préservant en même temps le flux normal drainant physiologiquement la peau.
Ainsi, l'objectif de la cure CHIVA est de constater précisément le désordre hémodynamique et de le compenser par une simple intervention mini-invasive, sans ablation veineuse, sous anesthésie locale. Un examen détaillé des fonctions veineuses du patient, sorte de cartographie circulatoire, est réalisé au préalable par échographie Doppler à ultrasons. Le patient rentre chez lui le jour même. Cette méthode tend à corriger la fonction veineuse afin de guérir les symptômes de l'insuffisance veineuse comme les varices, les œdèmes, les ulcères, et de réduire les récidives.
Entre une et quatre ligatures en moyenne, décidées grâce à l'échographie, sont pratiquées avec précision sur certaines veines afin de remédier aux anomalies de la circulation. Les résultats sont très rapides sur les dilatations des veines et sur les douleurs liées aux désordres circulatoires. Les varices sont résorbées.
Le traitement CHIVA se caractérise aussi par l'absence pratiquement constante de douleurs et de complications post-opératoires significatives. La reprise des activités habituelles est très rapide et ne nécessite qu'un arrêt de travail de vingt-quatre heures à une semaine selon l'importance de l'acte chirurgical qui varie d'un sujet à l'autre, selon la configuration de ses désordres circulatoires.

## Essais cliniques
Le protocole CHIVA a fait l'objet de nombreux essais cliniques internationaux,,,,,,,qui ont montré sa supériorité sur les traitements non conservateurs (stripping, phlébectomie, Laser, radio fréquence, sclérose, mousse, etc.), non seulement en matière de suites opératoires, mais aussi de récidives et d'esthétique.
Grâce à son respect des veines et des drainages, avec la cure CHIVA les récidives sont de deux à cinq fois moins fréquentes qu'après stripping au terme de dix ans ,,,.
Cependant, une bonne pratique de l'intervention CHIVA nécessite une connaissance des principes de l'hémodynamique, ainsi qu'une bonne interprétation des résultats des échographies Doppler, de même qu'un apprentissage spécifique, faute de quoi les résultats peuvent être décevants, ou même négatifs.